# Daglig styrning
Daglig styrning utgör den operativa funktionen inom verksamheters ledningssystem. Till skillnad från den analytiska, strategiska, långsiktiga styrningen är Daglig styrning mycket konkret och omfattar samtliga berörda. Huvudsyftet är att styra befintliga resurser till den plats där de för tillfället skapar mest nytta för helheten (allokering). Daglig styrning utgör en modul inom leanfilosofin, med fokus på enkelhet och effektivitet.

## Syfte
Metodiken i Daglig styrning säkerställer att frågeställningar och problem hanteras på rätt nivå och att erforderliga fakta finns tillgängliga där beslut ska fattas. Tavlor för Daglig styrning är därför placerade i en sekvens längst en process eller hierarki.
Huvudsyftena med Daglig styrning är att:
1. Balansera leveransprocesser av produkter och tjänster
2. Säkra ansvar och ansvarigas närvaro där verksamhetens värde skapas och beslut behöver fattas
3. Visualisera momentan situation, inklusive eventuella avvikelser

## Verktyg
Vid konstituering av en Daglig styrning fokuseras på extrem enkelhet. Resursåtgång ska ständigt utmanas i syfte att eliminera slöseri. Arbetet med Daglig styrning sker oftast med enkla manuella grepp på fysiska tavlor ute i verksamheten. Traditionell rekvisita utgörs av pennor, magneter och post-it-lappar i olika färger.

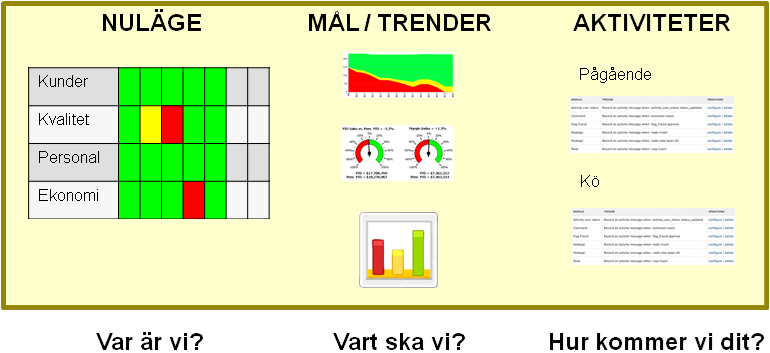
Typiskt utförande av tavla för Daglig styrning

En tavla för Daglig styrning består i grunden av tre områden:
1. Nuläge, vilket besvarar frågan ”Var är vi?”
2. Mål och trender, vilka besvarar frågan ”Vart ska vi?”
3. Aktivitetslista, vilken besvarar frågan ”Hur kommer vi dit?”

Formellt tillhör det tredje området, aktivitetslistan, inte den Dagliga styrningen. I den Dagliga styrningen visualiseras processer. Vid gröna signaler på tavlans nuläge och trender krävs ingen åtgärd. Gult signalerar risk för avvikelse och rött är en avvikelse från en definierad funktion. Önskad funktion framgår av verksamhetens mål, exempelvis formulerade i balanserade styrkort. 
Avvikelser behandlas på två sätt:
1. Inom Daglig styrning, avhjälpande genom balansering (benämns även taktning). Exempelvis kan överbelastning i en funktion korrigeras genom avlastning från annan funktion.
2. Adresserad till en annan modul inom lean: Ständiga förbättringar (ofta benämnd med det japanska ordet Kaizen). Genom grundorsaksanalyser och förbättringsåtgärder konstateras och undanröjs uthålligt roten till ett återkommande eller potentiellt problem, exempelvis att kunderna inte får svar i utlovad tid, eller återkommande reklamationer på en produkt.